# Night in Gales
A Night in Gales német melodikus death metal együttes, 1995-ben alakult Voerde városában. Christian Müller (ének), Jens és Frank Basten (gitárosok), Tobias Bruchmann (basszusgitár, ének) és Christian Bass (dob) alapították. 1995-ös EP-jük és 1996-os kislemezük megjelentetése után Müller kilépett a zenekarból, helyére Björn Gooßes került. Ő 2012-ben szállt ki a Night in Gales-ből, hogy a The Very End nevű együttesre koncentráljon. A zenekar hangzásvilága leginkább a göteborgi hangzást idézi zenéjében, első nagylemezük még az "In Flames klón" jelzőt is megkapta.

## Tagok
- Tobias Bruchmann – basszusgitár
- Adriano Ricci – dob
- Frank Basten – gitár
- Jens Basten – gitár
- Christian Müller – ének (1995-1996, 2016-)

## Korábbi tagok
- Christian Bass – dob (1995-2003)
- Björn Gooßes – ének (1996-2012)

## Diszkográfia
- Towards the Twilight (1997)
- Thunderbeast (1998)
- Nailwork (2000)
- Necrodynamic (2001)
- Five Scars (2011)
- The Last Sunsets (2018)

## Egyéb kiadványok
- Sylphlike (EP, 1995)
- Razor (kislemez, 1996)
- Promo 2004 (demó)
- Ten Years of Tragedy (EP, 2005)
- Promo MMVIII (demó, 2008)
- Ashes & Ends (válogatáslemez, 2014)